# Liste der Einträge im National Register of Historic Places im Terrell County (Texas)
Die Liste der Registered Historic Places im Terrell County führt alle Bauwerke und historischen Stätten im texanischen Terrell County auf, die in das National Register of Historic Places aufgenommen wurden.

## Aktuelle Einträge
| Lfd. Nr. | Name                           | Bild | Datum der Eintragung | Adresse/Lage       | Ort       | ID       | Beschreibung |
| -------- | ------------------------------ | ---- | -------------------- | ------------------ | --------- | -------- | ------------ |
| 1        | Bullis' Camp Site              |      | 2. Aug. 1978         | Address Restricted | Dryden    | 78002985 |              |
| 2        | Geddis Canyon Rock Art Site    |      | 22. Mai 1978         | Address Restricted | Dryden    | 78002986 |              |
| 3        | Meyers Springs Pictograph Site |      | 14. Sep. 1972        | Address Restricted | Dryden    | 72001373 |              |
| 4        | Wroe Ranch Shelter No. 1       |      | 4. Jan. 1990         | Address Restricted | Sheffield | 89002279 |              |